# اقتصاد أمريكا الشمالية
دول أمريكا الشمالية وبأغلبية ساحقة دول ديمقراطية، وتعتمد الدول الثلاث اقتصاديا على اتفاقية التجارة الحرة لأمريكا الشمالية (NAFTA)
التي دخلت حيز التنفيذ عام 1994، وهو ما يعني أكثر من 565 مليون شخص (مايعادل ٪8 من سكان العالم) في 23 دولة ذات سيادة و15 إقليما تابعا لها.
رغم وجود انقسام حاد ومفارقات متباينة في الموارد الاقتصادية بين الدول حيث تعد الدول الناطقة بالإنجليزية من بين أكثر دول العالم نموا مثل الولايات المتحدة وكندا اللواتي تعتبر من البلدان الليبرالية والمزدهرة اقتصاديا وتكنولوجيا بمعدل بطالة منخفض ومستوى معيشة عال. في مقابل بلدان أمريكا الوسطى ومنطقة البحر الكاريبي (أمريكا اللاتينية) التي تعد أقل البلدان نموا. مثل دولة المكسيك التي رغم كونها جزء من منظمة التعاون الاقتصادي والتنمية، إلا أنها تتميز بموارد ومستوى معيشة أقل من جاراتها الشمالية.
أما جزر البحر الكاريبي يعتمد اقتصادهم أساسا على السياحة، وتصدير الفواكه الاستوائية، وبعض المراكز التي تعد جنة للتهرب الضريبي.